# 226 a. C.
El año 226 a. C. fue un año del calendario romano prejuliano. En el Imperio romano se conocía como el año 528 ab urbe condita.

## Acontecimientos
- Consulados de Marco Valerio Mesala y Lucio Apustio Fulón en la Antigua Roma.[1]
- Un terremoto destruye el Coloso de Rodas.
- Tratado del Ebro entre Cartago y Roma por el que Asdrúbal el Bello se compromete, en nombre del Imperio cartaginés, a no pasar al norte del río Ebro.

## Fallecimientos
- Seleuco II Calinico, rey del Imperio seleúcida, sucedido en el trono por su hijo Seleuco III.
- Antíoco Hierax, de la dinastía seléucida.